# هیرویوکی ایواکی
هیرویوکی ایواکی (انگلیسی: Hiroyuki Iwaki; ۶ سپتامبر ۱۹۳۲ – ۱۳ ژوئن ۲۰۰۶) رهبر ارکستر اهل ژاپن بود. وی بین سال‌های ۱۹۵۶ تا ۲۰۰۶ میلادی فعالیت می‌کرد.